# هتل و کازینوی ترژر آیلند

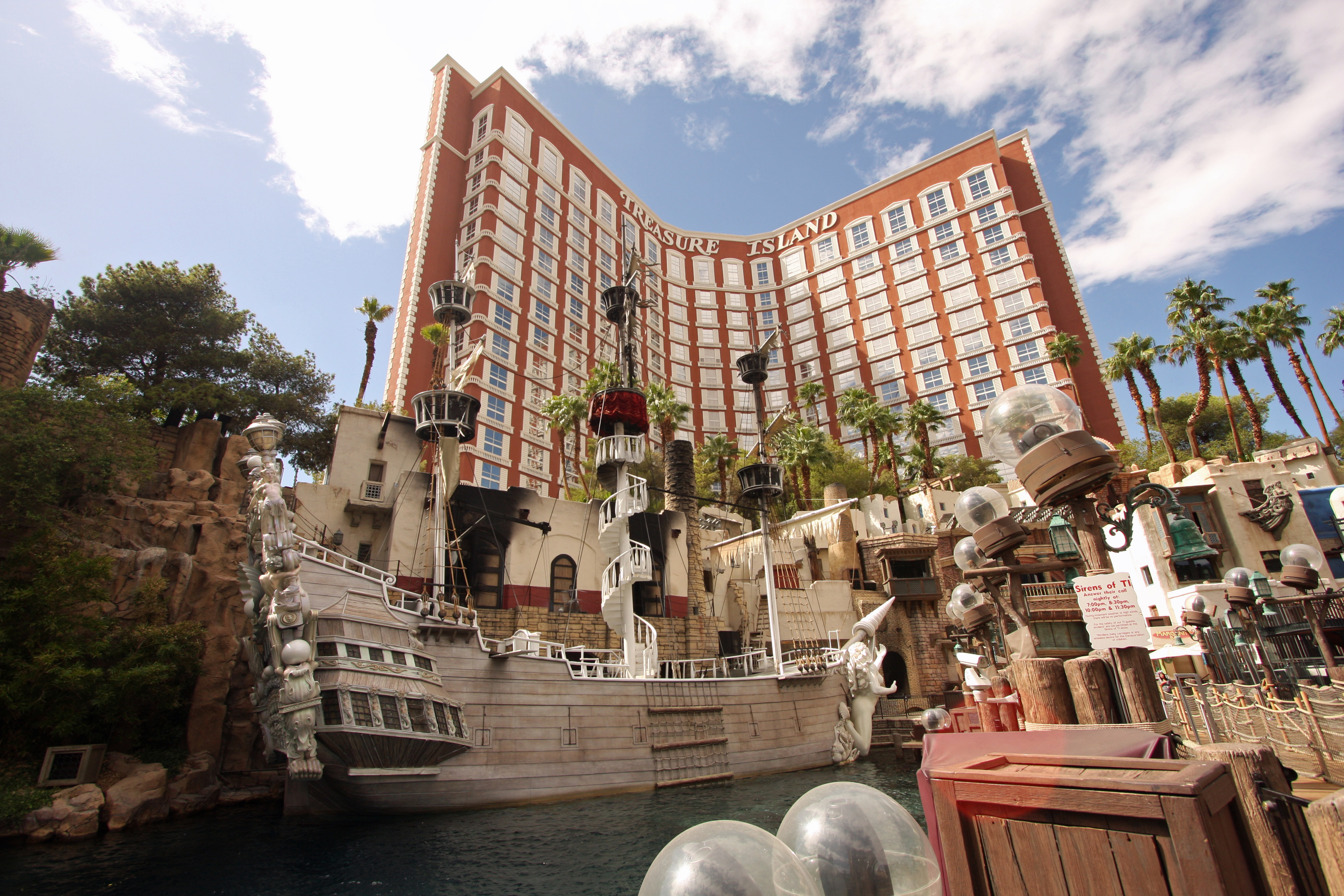

هتل و کازینوی ترژر آیلند (انگلیسی: Treasure Island Hotel and Casino) هتل و کازینویی واقع در نوار لاس وگاس در پارادایس، نوادا، نوادا آمریکاست که دارای ۲٬۶۶۴ اتاق و ۲۲۰ سوئیت است و از طریق تراموا به د میراژ و از طریق پل عابر پیاده به مرکز خرید فشن شو مال متصل است.
این مجموعه از سال ۲۰۰۹ توسط فیل رافین سرمایه‌گذار اداره می‌شود.